# Liste der Biografien/Ae
Liste der Biografien |
Portal Biografien |
Personensuche
# |
A |
B |
C |
D |
E |
F |
G |
H |
I |
J |
K |
L |
M |
N |
O |
P |
Q |
R |
S |
T |
U |
V |
W |
X |
Y |
Z |
?
 
Aa |
Ab |
Ac |
Ad |
Ae |
Af |
Ag |
Ah |
Ai |
Aj |
Ak |
Al |
Am |
An |
Ao |
Ap |
Aq |
Ar |
As |
At |
Au |
Av |
Aw |
Ax |
Ay |
Az
Die Liste der Biografien führt alle Personen auf, die in der deutschsprachigen Wikipedia einen Artikel haben. Dieses ist eine Teilliste mit 502 Einträgen von Personen, deren Namen mit den Buchstaben „Ae“ beginnt.

## Ae
- Ae, Kōichi (* 1976), japanischer Fußballspieler

### Aeb
- Aeba, Kōson (1855–1922), japanischer Schriftsteller und Theaterkritiker der Meiji-Zeit
- Aeba, Takao (1930–2017), japanischer Literaturwissenschaftler
- Æbbe († 870), Abtissin der Coldingham Priory und ist eine angelsächsische Heilige
- Aeberhard, Nadine (* 2002), Schweizer Radrennfahrerin
- Aeberhard, Susi, Schweizer Kleinkünstlerin, Berner Chansonnière oder Hörspielinterpretin
- Aeberhard, Urs (* 1971), Schweizer Bobsportler
- Aeberli, Max (1927–2009), Schweizer Radrennfahrer
- Aeberli, Tina (* 1989), Schweizer Footbagspielerin
- Aeberly, Rudolf (1859–1927), Schweizer Lyriker und Landwirt
- Aebersold, Adolf (* 1909), Schweizer Geher
- Aebersold, Alf (1931–2016), Schweizer Designer und Innenarchitekt
- Aebersold, Christian (* 1962), Schweizer Orientierungsläufer und Arzt
- Aebersold, Ernst (1887–1958), Schweizer Politiker (SP)
- Aebersold, Fritz (1914–2001), Schweizer Art-brut-Künstler
- Aebersold, Jamey (* 1939), US-amerikanischer Jazz-Saxophonist
- Aebersold, Maria (1908–1982), Schweizer Schriftstellerin und Journalistin
- Aebersold, Michael (* 1962), Schweizer Politiker (SP)
- Aebersold, Niki (* 1972), Schweizer Radrennfahrer
- Aebersold, Ruedi (* 1954), Schweizer Zellbiologe und Systembiologe
- Aebersold, Simona (* 1998), Schweizer OrientierungsläuferinSimona Aebersold (* 1998)

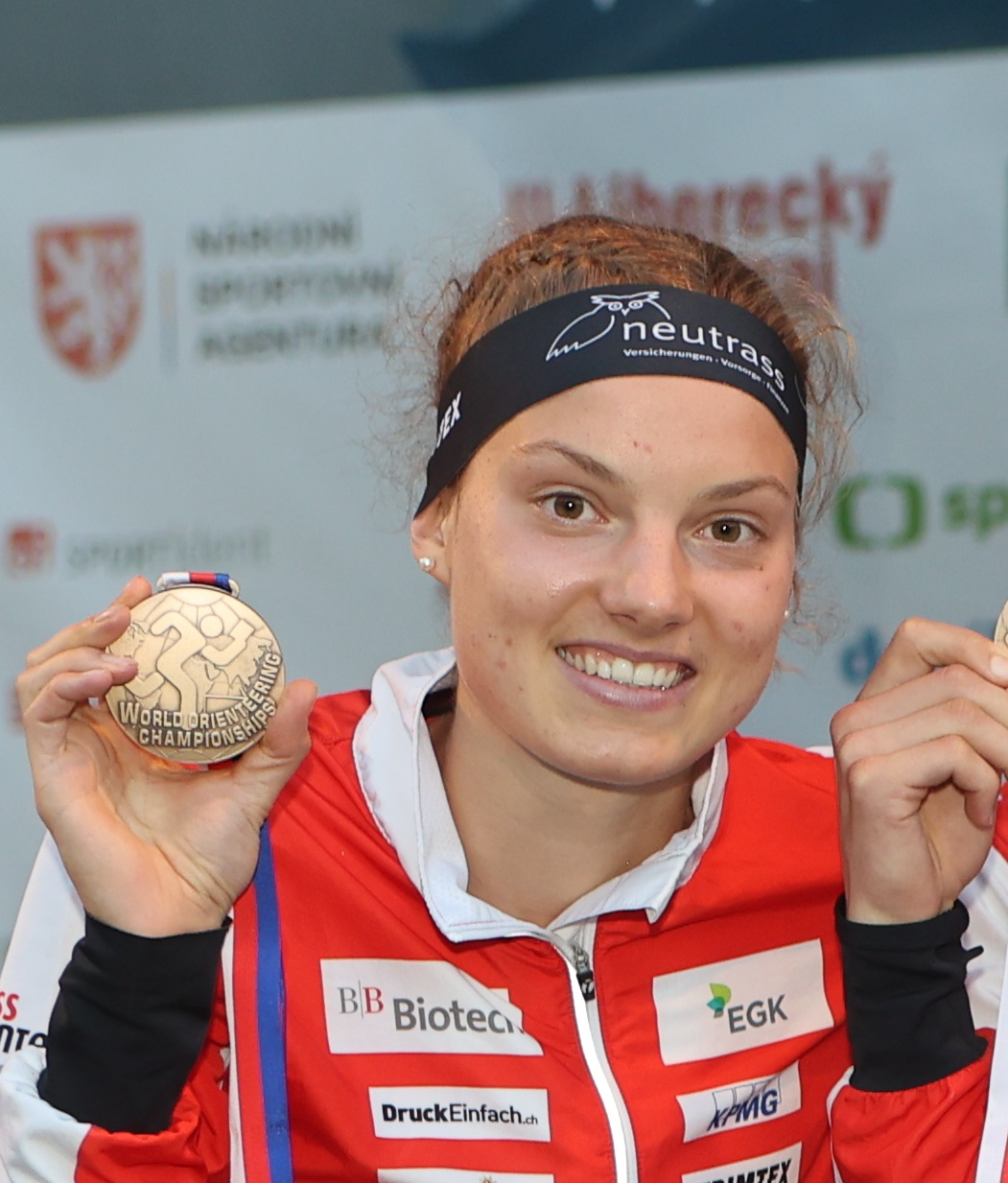
Simona Aebersold (* 1998)

- Aebersold, Tim (* 1995), Schweizer Unihockeyspieler
- Aebi, Andreas (* 1958), Schweizer Politiker (SVP)
- Aebi, Daniel (* 1973), Schweizer Jazzmusiker
- Aebi, Doris (* 1965), Schweizer Unternehmerin und Politikerin
- Aebi, Ermanno (1892–1976), schweizerisch-italienischer Fußballspieler
- Aebi, Heinz (1950–2021), Schweizer Lehrer, Verwaltungsangestellter und Politiker (SP)
- Aebi, Irène (* 1939), Schweizer Jazzmusikerin
- Aebi, Joël (* 1996), Schweizer Eishockeytorhüter
- Aebi, Juan (1923–1985), Schweizer Maler, Zeichner und Siebdrucker
- Aebi, Magdalena (1898–1980), Schweizer Philosophin
- Aebi, Markus (* 1955), Schweizer Biologe
- Aebi, Paul (* 1910), Schweizer Fussballspieler
- Aebi, Regula (* 1965), Schweizer Sprinterin
- Aebi, René (* 1946), Schweizer Schrittmacher
- Aebi, Tania (* 1966), US-amerikanische Seglerin und Buchautorin
- Aebi, Ueli (* 1946), Schweizer Strukturbiologe
- Aebi-Müller, Regina E. (* 1971), Schweizer Rechtswissenschaftlerin
- Aebischer, David (* 1978), Schweizer Eishockeytorhüter
- Aebischer, Ebo (1936–2024), Biochemiker und Theologe
- Aebischer, Matthias (* 1967), Schweizer Journalist, Moderator und Politiker (SP)Matthias Aebischer (* 1967)

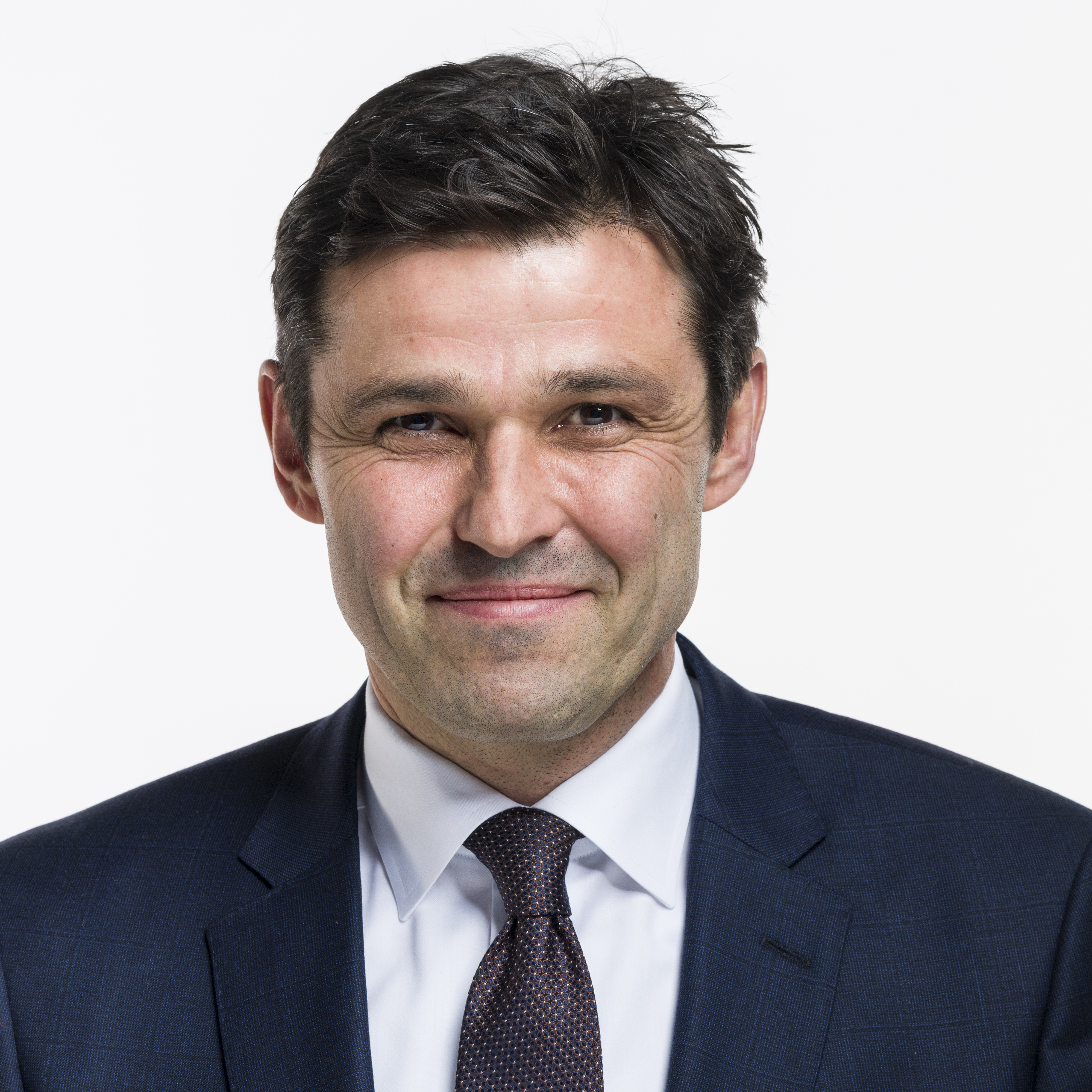
Matthias Aebischer (* 1967)

- Aebischer, Max (1914–2009), Schweizer Gewerkschafter und Politiker
- Aebischer, Michel (* 1997), Schweizer Fussballspieler
- Aebischer, Patrick (* 1954), Schweizer Neurowissenschaftler und Hochschulpräsident
- Aebischer, Paul (1897–1977), Schweizer Romanist und Mediävist
- Aebischer, Virginia (* 1960), US-amerikanische Theologin, Bischöfin der Evangelical Lutheran Church in America
- Aebli, Hans (1923–1990), Schweizer Pädagoge
- Aebli, Heinrich (* 1933), Schweizer Politiker (FDP)
- Aebli, Kurt (* 1955), Schweizer Schriftsteller
- Aebutius Helva, Lucius († 463 v. Chr.), römischer Konsul
- Aebutius Helva, Titus, römischer Konsul
- Aebutius Victorinus, Marcus, römischer Centurio
- Aeby, Christoph Theodor (1835–1885), Schweizer Anthropologe
- Aeby, Georges (1902–1953), Schweizer Komponist und Professor
- Aeby, Georges (1913–1999), Schweizer Fussballspieler
- Aeby, Jean-Michel (* 1966), Schweizer Fußballspieler und -trainer
- Aeby, Paul (1841–1898), Schweizer Politiker (CVP)
- Aeby, Pierre (1884–1957), Schweizer Politiker (CVP)
- Aeby, Simon (* 1954), Schweizer Regisseur, Produzent und Drehbuchautor
- Aeby, Stanislas (1848–1914), Schweizer Politiker
- Aeby, Stefan (* 1979), Schweizer Jazzmusiker (Piano, Komponist)

### Aec
- Aechtner, Uli (* 1952), deutsche Fernsehjournalistin und Schriftstellerin
- Aeck, Johannes van der, holländischer Maler und Weinhändler
- Aecker, Christian Paul, deutscher Unternehmer in der Porzellanbranche
- Aecker, Johann Christoph Lorenz, deutscher Unternehmer in der Porzellanbranche
- Aeckerle, Helene (1875–1940), deutsche Autorin und Übersetzerin
- Aeckerle, Theo (1892–1966), deutscher Maler der Moderne
- Aeckerlein, Carl Gustav (1832–1886), deutscher Architekt
- Aeckerlein, Gustav (1878–1965), deutscher Physiker und Hochschullehrer

### Aed
- Aed Carabao (* 1955), thailändischer Musiker, Komponist, Lyriker und Sänger
- Æddi Stephanus, angelsächsischer Priester und Mönch
- Aedesius († 306), christlicher Heiliger und Märtyrer
- Aedh (840–878), König von Schottland
- Aedo, Serafín (1908–1988), spanischer Fußballspieler
- Aedo, Yanara (* 1993), chilenische Fußballspielerin
- Aedtner, Alfred (1925–2005), deutscher Kriminalist und Ermittler gegen Naziverbrecher
- Aedtner, Günter (* 1944), deutscher Fußballspieler

### Aee
- Aee Soe (* 1996), myanmarischer Fußballspieler

### Aef
- Aeffke, Klaus (* 1940), deutscher Ruderer
- Aeffner, Stephanie (1976–2025), deutsche Politikerin (Grüne), MdB

### Aeg
- Aeg, Raivo (* 1962), estnischer Politiker, Mitglied des Riigikogu
- Aegas († 641), fränkischer Hausmeier
- Aegeri, Karl von († 1562), Schweizer Glasmaler der Renaissance
- Aegerter, Daniel (* 1969), Schweizer Financier
- Aegerter, Dominique (* 1990), Schweizer MotorradrennfahrerDominique Aegerter (* 1990)

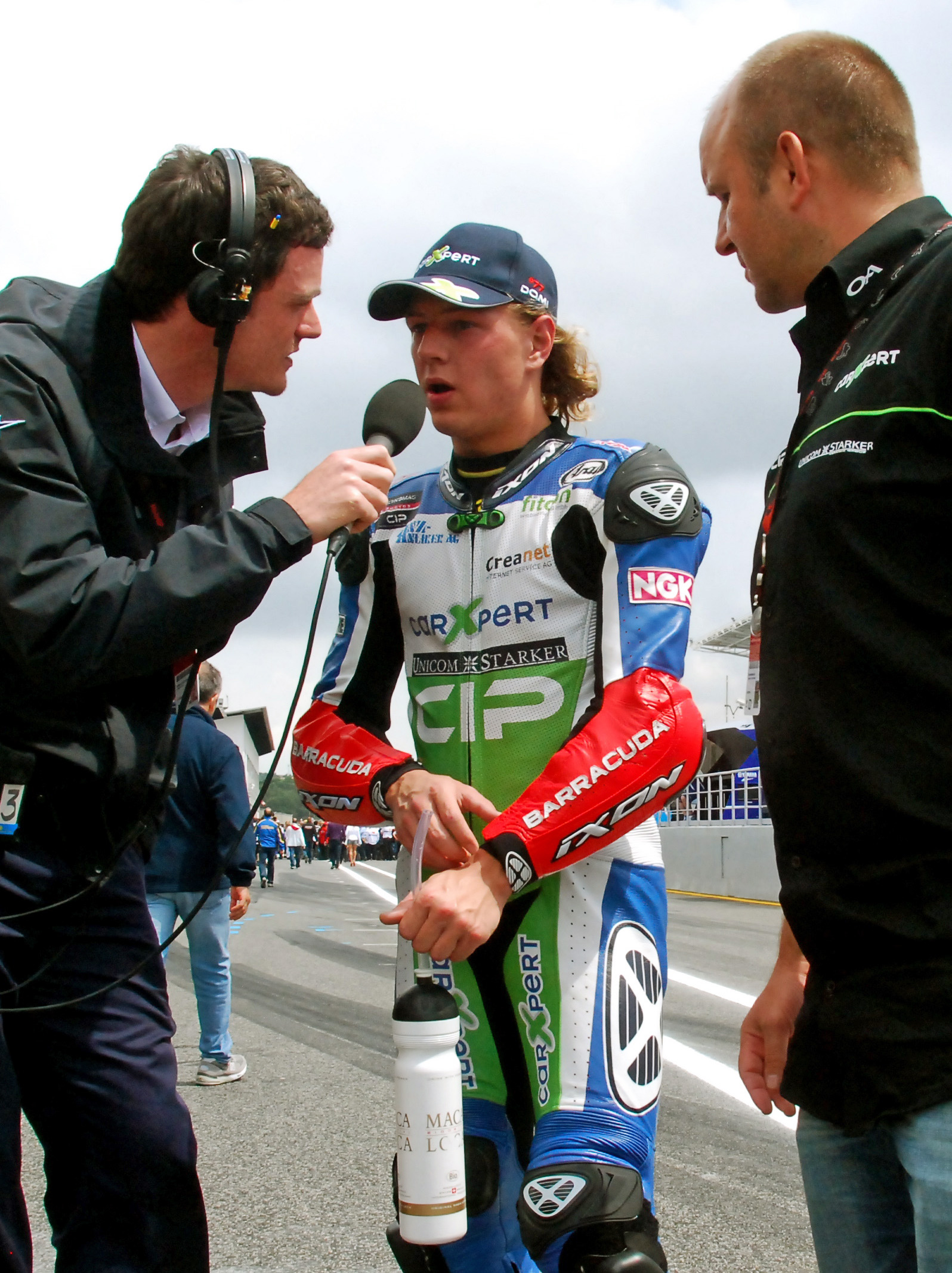
Dominique Aegerter (* 1990)

- Aegerter, Karl (1888–1969), Schweizer Maler, Zeichner, Grafiker, Illustrator und Politiker
- Aëgerter, Laurence (* 1972), französische Künstlerin
- Aegerter, Mia (* 1976), Schweizer Popsängerin und Schauspielerin
- Aegerter, Silvan (* 1980), Schweizer Fußballspieler
- Aegidi, Ludwig (1825–1901), deutscher Dichterjurist, Hochschullehrer und Politiker
- Aegidii, Aegidius (1641–1677), deutscher Franziskaner
- Aegidius, weströmischer Heermeister
- Aegidius de Murino, mittelalterlicher französischer Komponist und Musiktheoretiker
- Aegidius de Viterbo († 1532), Kardinal, Theologe und Humanist
- Aegidius Romanus († 1316), Augustiner-Eremit
- Aegidius von Lessines († 1304), Dominikanermönch, Philosoph und Astronom
- Ægir Steinarsson (* 1991), isländischer Basketballspieler
- Aegler, Gottfried (* 1932), Schweizer Volksmusikant

### Aeh
- Aehlig, Frank (* 1968), deutscher Fußballfunktionär
- Aehlig, Tobias (* 1980), deutscher Organist
- Aehling, Anna (* 2001), deutsche Fußballspielerin
- Aehling, Carolin (* 1989), deutsche Leichtathletin
- Aehnelt, Erich (1917–1974), deutscher Veterinärmediziner und Hochschullehrer
- Aehnlich, Kathrin (* 1957), deutsche Schriftstellerin
- Aehrenthal, Alois Lexa von (1854–1912), österreich-ungarischer Diplomat und AußenministerAlois Lexa von Aehrenthal (1854–1912)

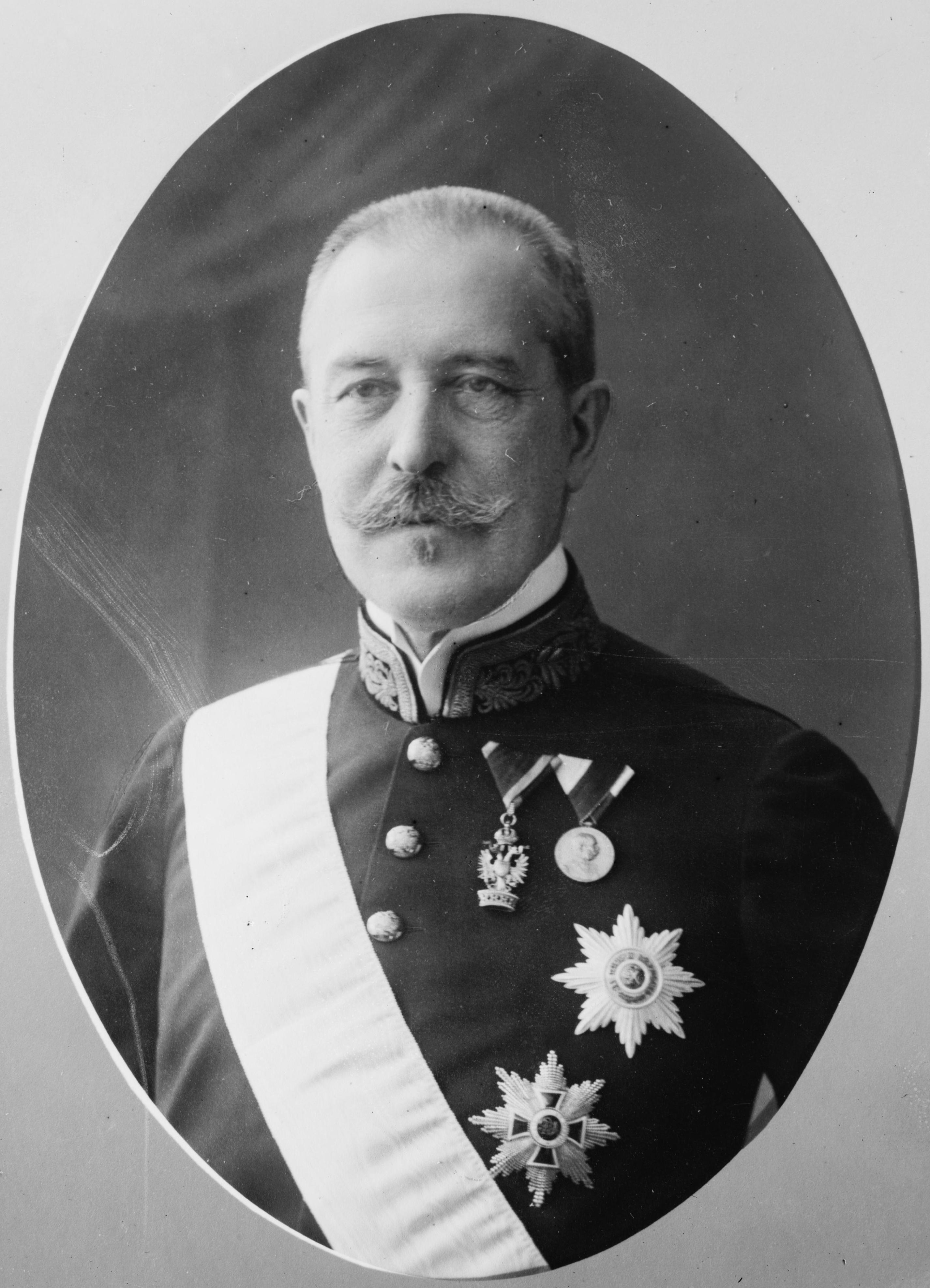
Alois Lexa von Aehrenthal (1854–1912)

### Aei
- Aeikens, Anna (* 1998), deutsche Politikerin (CDU)
- Aeikens, Hermann Onko (* 1951), deutscher Agronom und Politiker (CDU), Minister in Sachsen-AnhaltHermann Onko Aeikens (* 1951)

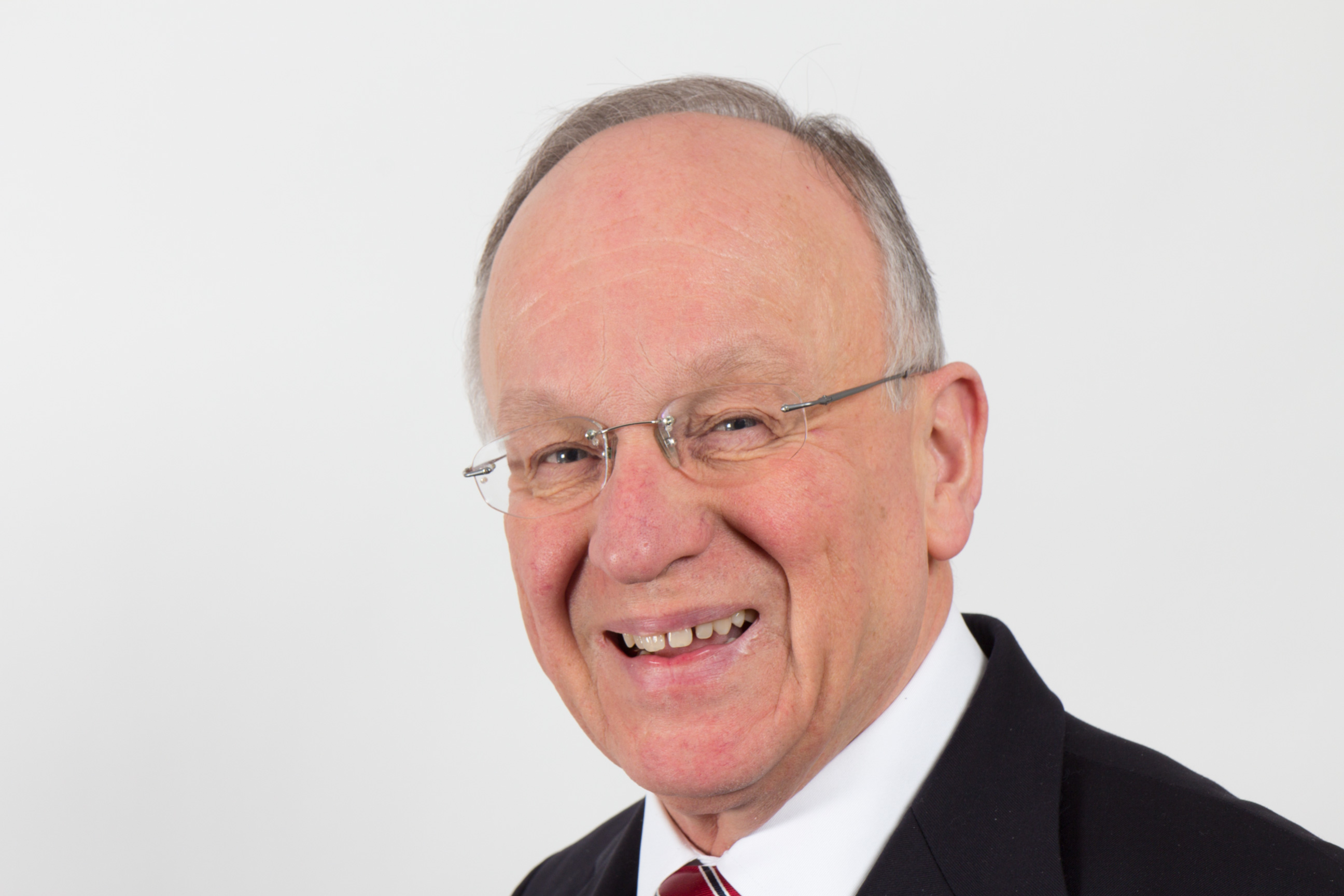
Hermann Onko Aeikens (* 1951)

### Aej
- Aejmelaeus, Anneli (* 1948), finnische evangelische Theologin

### Aek
- Aekarach Raksa (* 1981), thailändischer Fußballspieler

### Ael
- Aela, Amy (* 1988), indisch-australische Schauspielerin und Influencerin
- Aelbl, Johannes (1552–1621), deutscher Geistlicher
- Aelders, Etta Palm d’ (1743–1799), niederländische Feministin und aktiv während der Französischen Revolution
- Aeldert, Ludwig (1881–1964), deutscher Diplomat
- Aelfflaed, Tochter Offas, des Königs von Mercia im angelsächsischen England
- Ælfflæd, Königsgemahlin von Eduard dem Älteren von Wessex
- Ælfgar († 1062), Earl von Mercia; Earl von East Anglia
- Ælfgifu, Königsgemahlin Edmunds I. von England
- Ælfgifu, Königsgemahlin von Eadwig von England
- Ælfgifu von Northampton († 1040), Tochter Ælfhelm von York
- Ælfgifu von York, Königin von England
- Ælfheah I. († 951), Bischof von Winchester
- Ælfmær († 1023), Bischof von Sherborne
- Ælfric, Bischof von Ramsbury
- Ælfric, Bischof von Hereford
- Ælfric, Bischof von Crediton
- Ælfric Bata, Mönch
- Ælfric Grammaticus (955–1020), angelsächsischer Mönch
- Ælfric Puttoc († 1051), Erzbischof von York, Bischof von Worcester
- Ælfstan († 981), Bischof von Ramsbury
- Ælfthryth, Königsgemahlin von Edgar von England
- Ælfwald († 749), König von East Anglia
- Ælfwald, König bzw. Herzog von Sussex
- Ælfwald I. († 788), König von Northumbria
- Ælfwald I. († 972), Bischof von Crediton
- Ælfwald I. († 978), Bischof von Sherborne
- Ælfwald II., König von Northumbria (806–808)
- Ælfwald II. († 1058), Bischof von Sherborne
- Ælfwine, Bischof von Wells
- Ælfwine († 679), letzter König von Deira
- Ælfwine († 1047), Bischof von Winchester
- Ælfwynn, Herrscherin von Mercia
- Aelia Eudocia († 460), Frau des oströmischen Kaisers Theodosius II.
- Aelianus († 286), römischer Usurpator in Gallien
- Aelianus Tacticus, griechischer Militärschriftsteller
- Aelius Alexander, Publius, römischer Offizier (Kaiserzeit)
- Aelius Ammonius, Publius, römischer Offizier (Kaiserzeit)
- Aelius Apollonius, Marcus, römischer Elfenbeinschnitzer
- Aelius Atticus, Publius, römischer Offizier (Kaiserzeit)
- Aelius Aurelius Theo, Marcus, römischer Senator
- Aelius Bassianus, römischer Offizier (Kaiserzeit)
- Aelius Caesar, Lucius († 138), Adoptivsohn und designierter Nachfolger Kaiser HadriansLucius Aelius Caesar († 138)

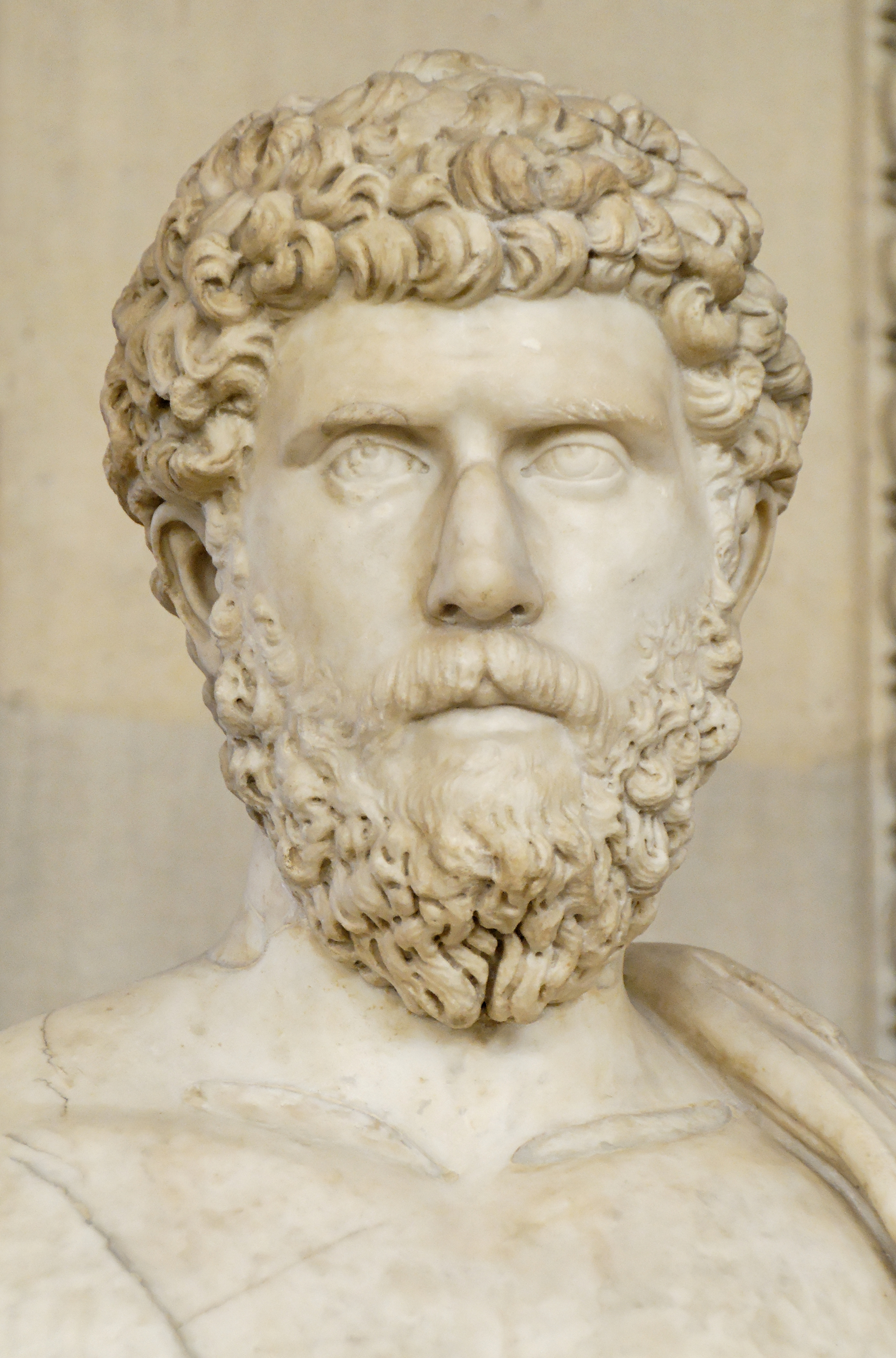
Lucius Aelius Caesar († 138)

- Aelius Catus, Sextus, römischer Politiker der frühen Kaiserzeit
- Aelius Crescentianus, Titus, römischer Offizier (Kaiserzeit)
- Aelius Crispinus, Publius, römischer Offizier (Kaiserzeit)
- Aelius Erasinus, Publius, römischer Offizier (Kaiserzeit)
- Aelius Fortis, Centurio (Legio III Italica)
- Aelius Fortunatus, Publius, römischer Maler
- Aelius Gallus, römischer Präfekt von Ägypten
- Aelius Hadrianus Afer, Publius, römischer Senator, Vater des römischen Kaisers Hadrian
- Aelius Honoratus, Publius, römischer Offizier (Kaiserzeit)
- Aelius Ingenuus, römischer Soldat
- Aelius Lamia, Lucius († 33), römischer Konsul
- Aelius Ligus, Publius, römischer Politiker, Konsul 172 v. Chr.
- Aelius Longinus, römischer Offizier (Kaiserzeit)
- Aelius Magnus, Publius, römischer Offizier (Kaiserzeit)
- Aelius Mamianus, Publius, römischer Offizier (Kaiserzeit)
- Aelius Marcellus, Publius, römischer Offizier (Kaiserzeit)
- Aelius Marcianus, Publius (Eques), römischer Offizier (Kaiserzeit)
- Aelius Marcianus, Publius (Präfekt), römischer Offizier (Kaiserzeit)
- Aelius Marinus, Publius, römischer Offizier (Kaiserzeit)
- Aelius Martialis, Titus, römischer Architekt
- Aelius Modestus, Publius, römischer Offizier (Kaiserzeit)
- Aelius Oculatus, Lucius, römischer Suffektkonsul (85)
- Aelius Optatus, römischer Senator
- Aelius Paetus Catus, Sextus, römischer Politiker, Konsul 198 v. Chr.
- Aelius Paetus, Publius, römischer Politiker, Konsul 337 v. Chr.
- Aelius Paetus, Publius († 174 v. Chr.), römischer Konsul 201 v. Chr.
- Aelius Paetus, Quintus († 216 v. Chr.), römischer Politiker
- Aelius Paetus, Quintus, römischer Konsul 167 v. Chr.
- Aelius Publianus, römischer Offizier (Kaiserzeit)
- Aelius Romanus, Publius, römischer Centurio
- Aelius Rufinus Polianus, Quintus, römischer Offizier (Kaiserzeit)
- Aelius Rufus, römischer Offizier (Kaiserzeit)
- Aelius Seianus, Lucius († 31), Prätorianerpräfekt im römischen Kaiserreich
- Aelius Stilo Praeconinus, Lucius, römischer Philologe
- Aelius Tertius, römischer Offizier (Kaiserzeit)
- Aelius Tubero, Quintus, römischer Politiker
- Aelius Tubero, Quintus, römischer Politiker, Konsul 11 v. Chr.
- Aelius Tubero, Quintus, römischer Historiker und Jurist
- Aelius Veranus, Titus, Angehöriger der römischen Armee
- Aelius Vitalianus, Publius, römischer Offizier (Kaiserzeit)
- Ælle, König von Sussex
- Ælle, König von Deira
- Ælle († 867), König von Northumbria
- Aellen, Cyril (* 1972), Schweizer Anwalt und Politiker (FDP)
- Aellen, Eugen (1887–1945), Schweizer Lyriker und Lehrer
- Aellen, Felix (* 2003), Schweizer HandballnationalspielerFelix Aellen (* 2003)

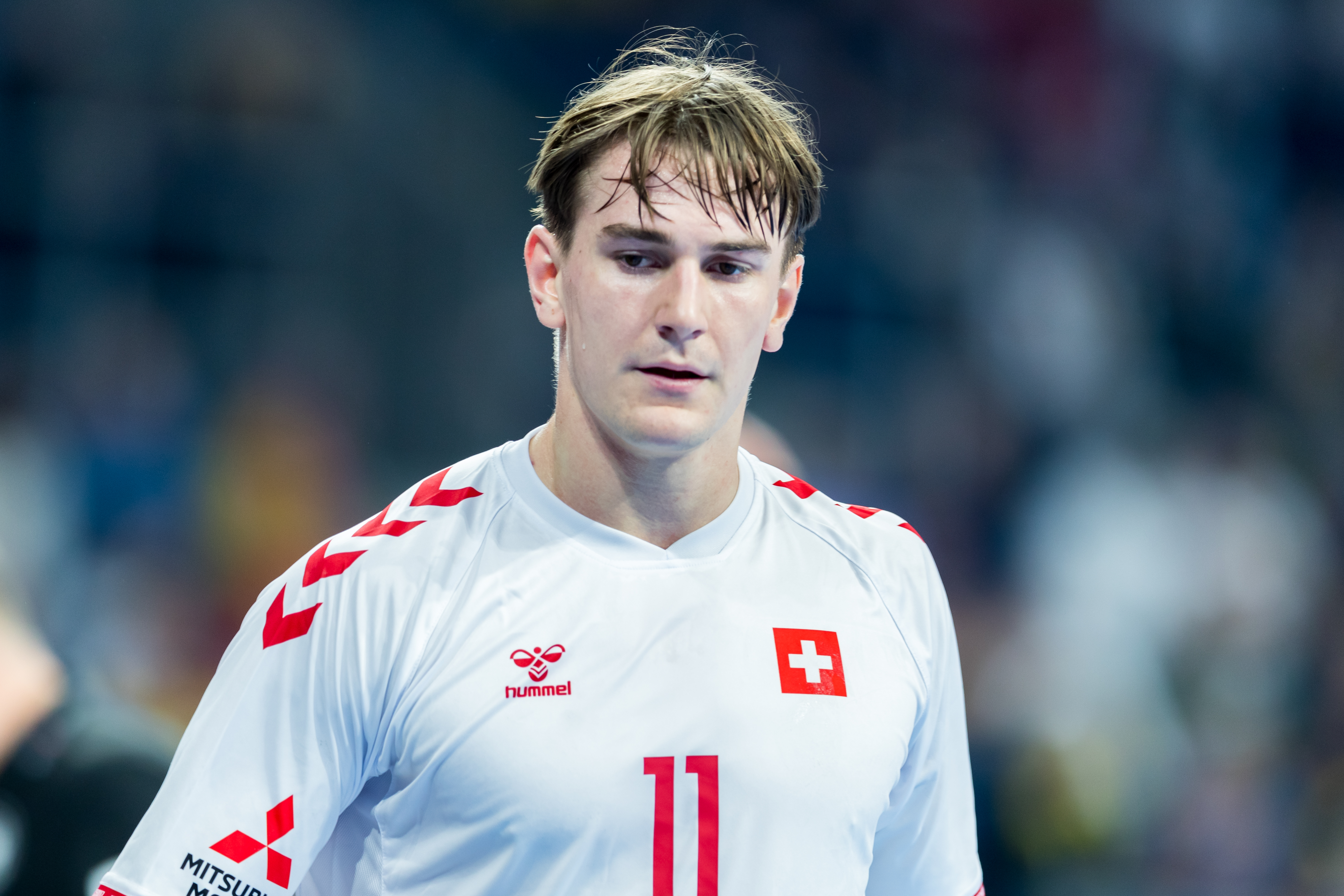
Felix Aellen (* 2003)

- Aellen, Hermann (1887–1939), Schweizer Schriftsteller und Journalist
- Aellen, Jean-Pierre (* 1945), Schweizer Politiker (PSA)
- Aellen, Paul (1896–1973), Schweizer Botaniker
- Aelred von Rievaulx (1110–1167), mittelalterlicher Abt, Prediger und Mystiker
- Aelst, Evert van (1602–1657), holländischer Stilllebenmaler
- Aelst, Willem van (* 1627), niederländischer Maler
- Aeltermann, Johannes Paul (1876–1939), römisch-katholischer Geistlicher und NS-Opfer
- Aelvoet, Magda (* 1944), belgischen Politikerin (AGALEV), MdEP

### Aem
- Aemilia († 114 v. Chr.), römische Vestalin
- Aemilia († 82 v. Chr.), vornehme Römerin
- Aemilia Hilaria, spätantike gallorömische Ärztin
- Aemilia Lepida, römische Adelige, die mehrerer Verbrechen schuldig gesprochen wurde
- Aemilia Lepida, Urenkelin des Kaisers Augustus
- Aemilia von Sachsen (1516–1591), Frau des Ansbacher Markgrafen Georg des Frommen
- Aemilianus († 253), römischer KaiserAemilianus († 253)
- Aemilianus, römischer Konsul 276

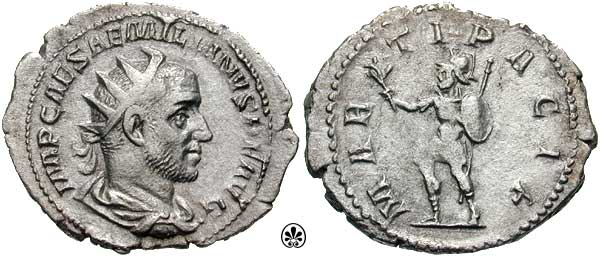
Aemilianus († 253)

- Aemilianus Dexter, Nummius, römischer Prokonsul, Prätorianerpräfekt und Schriftsteller
- Aemilianus von Cogolla († 574), römisch-katholischer Heiliger
- Aemilianus, Mussius († 262), römischer Gegenkaiser
- Aemilie Juliane von Schwarzburg-Rudolstadt (1637–1706), Dichterin geistlicher LiederAemilie Juliane von Schwarzburg-Rudolstadt (1637–1706)

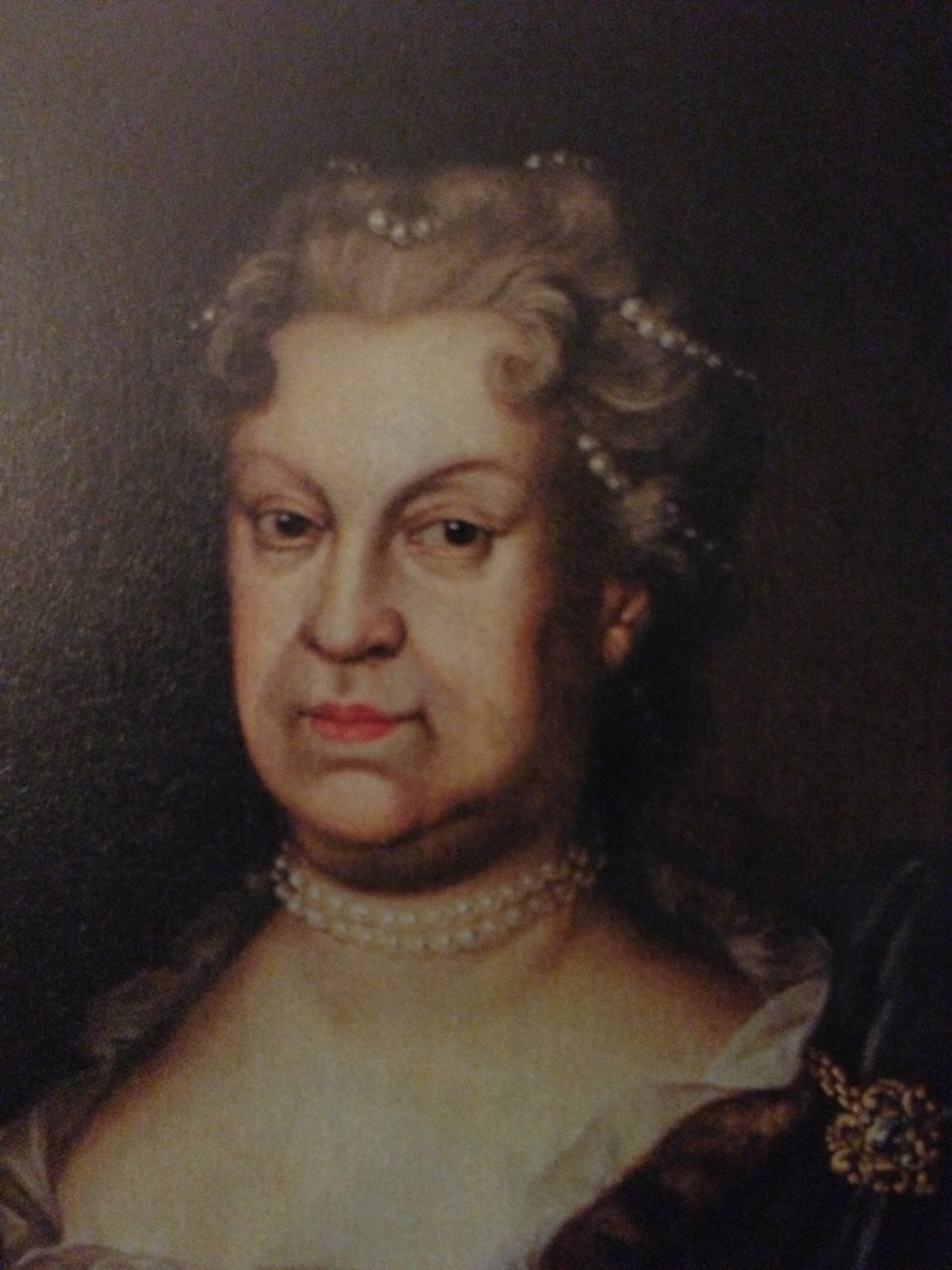
Aemilie Juliane von Schwarzburg-Rudolstadt (1637–1706)

- Aemilius Aemilianus, römischer Offizier (Kaiserzeit)
- Aemilius Barbula, Lucius, römischer Konsul 281 v. Chr.
- Aemilius Barbula, Marcus, römischer Konsul 230 v. Chr.
- Aemilius Barbula, Quintus, römischer Konsul 317 und 311 v. Chr.
- Aemilius Bassus, Marcus, römischer Offizier (Kaiserzeit)
- Aemilius Berenicianus Maximus, Gaius, römischer Suffektkonsul
- Aemilius Carus, Lucius, römischer Konsul 144
- Aemilius Carus, Lucius, römischer Statthalter
- Aemilius Crispinus, römischer Offizier (Kaiserzeit)
- Aemilius Honoratus, Lucius, römischer Statthalter
- Aemilius Iuncus, römischer Offizier (Kaiserzeit)
- Aemilius Iuncus, Lucius, römischer Suffektkonsul 179 n. Chr.
- Aemilius Iuncus, Lucius, römischer Senator
- Aemilius Laetus, Quintus († 193), römischer Offizier und Prätorianerpräfekt
- Aemilius Lepidus Livianus, Mamercus, römischer Politiker; Konsul 77 v. Chr.
- Aemilius Lepidus Porcina, Marcus, römischer Politiker und Konsul 137 v. Chr.
- Aemilius Lepidus, Manius, römischer Senator; Konsul 66 v. Chr.
- Aemilius Lepidus, Manius, römischer Senator, Konsul im Jahr 11

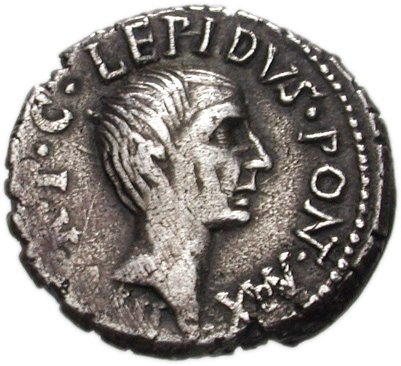
Marcus Aemilius Lepidus († 12 v. Chr.)

- Aemilius Lepidus, Marcus, römischer Konsul 285 v. Chr.
- Aemilius Lepidus, Marcus († 152 v. Chr.), römischer Politiker, Konsul 187 und 175 v. Chr.
- Aemilius Lepidus, Marcus († 12 v. Chr.), Mitglied des römischen TriumviratsMarcus Aemilius Lepidus († 12 v. Chr.)
- Aemilius Lepidus, Marcus, römischer Konsul
- Aemilius Lepidus, Marcus (120 v. Chr.–77 v. Chr.), römischer Konsul 78 v. Chr.
- Aemilius Lepidus, Marcus (6–39), römischer Politiker, Schwager Caligulas
- Aemilius Lepidus, Marcus der Jüngere († 31 v. Chr.), Sohn des römischen Triumvirn Marcus Aemilius Lepidus
- Aemilius Lepidus, Paullus († 13 v. Chr.), römischer Suffektkonsul 34 v. Chr. und Zensor 22 v. Chr.
- Aemilius Lepidus, Quintus, römischer Senator, Konsul 21 v. Chr.
- Aemilius Longus, Lucius, römischer Suffektkonsul (146)
- Aemilius Macer († 16 v. Chr.), römischer Dichter
- Aemilius Magnus Arborius, spätantiker Rhetor
- Aemilius Mamercinus Privernas, Lucius, römischer Politiker, Konsul 341 und 329 v. Chr.
- Aemilius Mamercinus, Lucius, römischer Politiker, Konsulartribun
- Aemilius Mamercinus, Lucius, römischer Politiker, Konsul 366 und 363 v. Chr.
- Aemilius Mamercinus, Manius, römischer Politiker, 410 v. Chr. Konsul
- Aemilius Mamercinus, Tiberius, römischer Politiker, Konsul 339 v. Chr.
- Aemilius Mamercus, Lucius, römischer Konsul
- Aemilius Mamercus, Tiberius, römischer Politiker, Konsul 470 und 467 v. Chr.
- Aemilius Naso Fabullinus, Lucius, römischer Offizier (Kaiserzeit)
- Aemilius Papus, Lucius, römischer Konsul 225 v. Chr. und Zensor 220 v. Chr.
- Aemilius Papus, Marcus, römischer Konsul 135
- Aemilius Papus, Marcus, römischer Politiker, Diktator 321 v. Chr.
- Aemilius Papus, Quintus, römischer Konsul und Zensor
- Aemilius Paternus, Lucius, römischer Offizier (Kaiserzeit)
- Aemilius Paullus Macedonicus, Lucius († 160 v. Chr.), römischer Senator und Feldherr
- Aemilius Paullus, Lucius, römischer Konsul 1 n. Chr.
- Aemilius Paullus, Lucius, römischer Senator
- Aemilius Paullus, Lucius († 216 v. Chr.), römischer Konsul
- Aemilius Paullus, Marcus, römischer Konsul 255 v. Chr.
- Aemilius Paullus, Marcus, römischer Konsul 302 v. Chr.
- Aemilius Pius, Marcus, römischer Offizier (Kaiserzeit)
- Aemilius Regillus, Lucius, römischer Politiker, Prätor 190 v. Chr.
- Aemilius Salvianus, Lucius, römischer Offizier (Kaiserzeit)
- Aemilius Scaurus, Mamercus († 34), römischer Senator, Dichter und Redner, Suffektkonsul 21
- Aemilius Scaurus, Marcus der Ältere († 88 v. Chr.), Politiker der römischen Republik
- Aemilius Scaurus, Marcus der Jüngere, Politiker der römischen Republik
- Aemilius Severus Cantabrinus, Gaius, römischer Suffektkonsul (193)
- Aemilius Sullectinus, Lucius, römischer Offizier (Kaiserzeit)
- Aemilius Venustus, römischer Soldat
- Aemilius, Antonius (1589–1660), deutscher Historiker und Philosoph in den Niederlanden
- Aemilius, Georg (1517–1569), deutscher Geistlicher, Theologe und Botaniker
- Aemilius, Mamercus, römischer Politiker, Konsulartribun 438 v. Chr.
- Aeminga, Siegfried Cäso von (1710–1768), deutscher Rechtswissenschaftler und Hochschullehrer
- Aemisegger, Hansjörg (1952–2025), Schweizer Radrennfahrer
- Aemisegger, Heinz (* 1947), Schweizer Bundesrichter
- Aemma († 642), zweite Ehefrau von Eadbald, dem König von Kent
- Aemmer, Friedrich (1867–1934), Schweizer Arzt und Politiker (FDP)

### Aen
- Aenderl, Franz (1883–1951), deutscher Schriftsteller und KPD-Funktionär
- Aeneae, Henricus (1743–1810), holländischer Physiker und Mathematiker
- Aeneas von Paris († 870), Bischof von Paris
- Aenetius, Gottlieb (1574–1631), deutscher Physiker
- Aengenendt, Lies (1907–1988), niederländische Sprinterin
- Aengenheyster, Tobi (* 1988), deutscher Podcaster, Improvisations-Comedian und MedienschaffenderTobi Aengenheyster (* 1988)

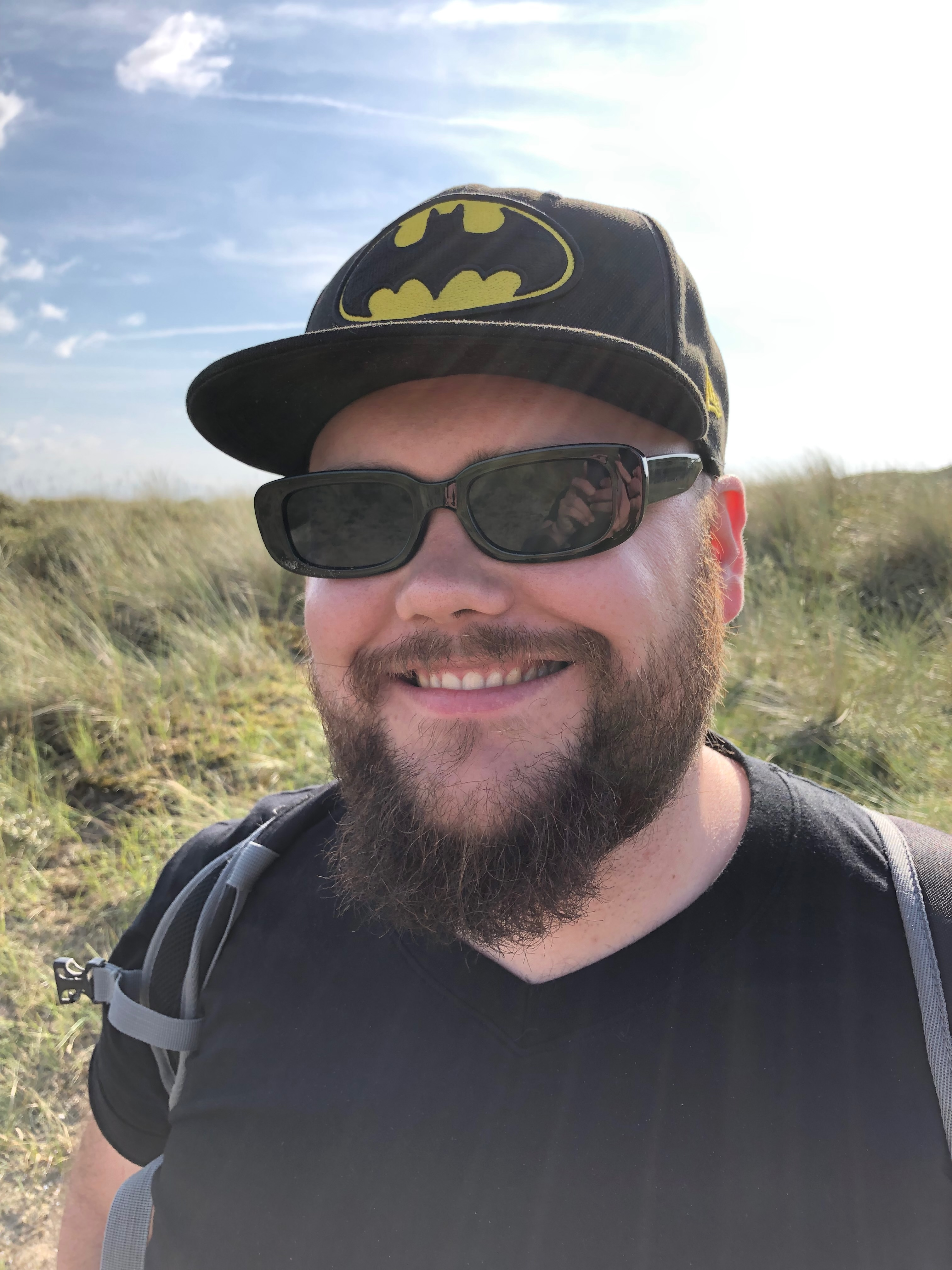
Tobi Aengenheyster (* 1988)

- Aengevelt, Willi (1911–2006), deutscher Immobilienmakler
- Aenis-Haenslin, Maurice (1893–1968), europäischer Kommunist und Widerstandskämpfer
- Aenishänslin, Johann Jakob (1796–1866), Schweizer Politiker

### Aeo
- Aeone (* 1959), britische Sängerin und Komponistin

### Aep
- Aepinus, Angelius Johann Daniel (* 1718), deutscher Philosoph
- Aepinus, Franz Albert (1673–1750), deutscher evangelischer Theologe, Schriftsteller und Philosoph
- Aepinus, Franz Ulrich Theodor († 1802), deutscher Physiker
- Aepinus, Friedrich († 1608), deutscher Kanzlei- und Kammersekretär
- Aepinus, Johannes (1499–1553), deutscher evangelischer Theologe und Reformator
- Aepinus, Wilfried (* 1960), deutscher Fußballspieler
- Aepken, Andreas (* 1964), deutscher Fußballtorwart
- Aepli, Arnold Otto (1816–1897), Schweizer Politiker
- Aepli, Hildegard (* 1963), Schweizer katholische Theologin
- Aepli, Kurt (1914–2002), Schweizer Silberschmied, Schmuck- und Gerätegestalter sowie Berufspädagoge
- Aeppli, Ernst (1892–1954), Schweizer Psychoanalytiker
- Aeppli, Eva (1925–2015), Schweizer Materialkünstlerin
- Aeppli, Gabriel (* 1956), schweizerisch-US-amerikanischer Physiker
- Aeppli, Regine (* 1952), Schweizer Politikerin (SP)

### Aer
- Aerath, Jacob Barnabas Chacko (1960–2021), indischer Ordensgeistlicher, syro-malankarisch-katholischer Bischof von Gurgaon
- Aerdken, Markus (* 1971), deutscher Fußballspieler
- Aereboe, Albert (1889–1970), deutscher Maler der Moderne
- Aereboe, Friedrich (1865–1942), deutscher Agrarökonom
- Aerenhouts, Frans (1937–2022), belgischer Radrennfahrer
- Aerle, Berry van (* 1962), niederländischer FußballnationalspielerBerry van Aerle (* 1962)

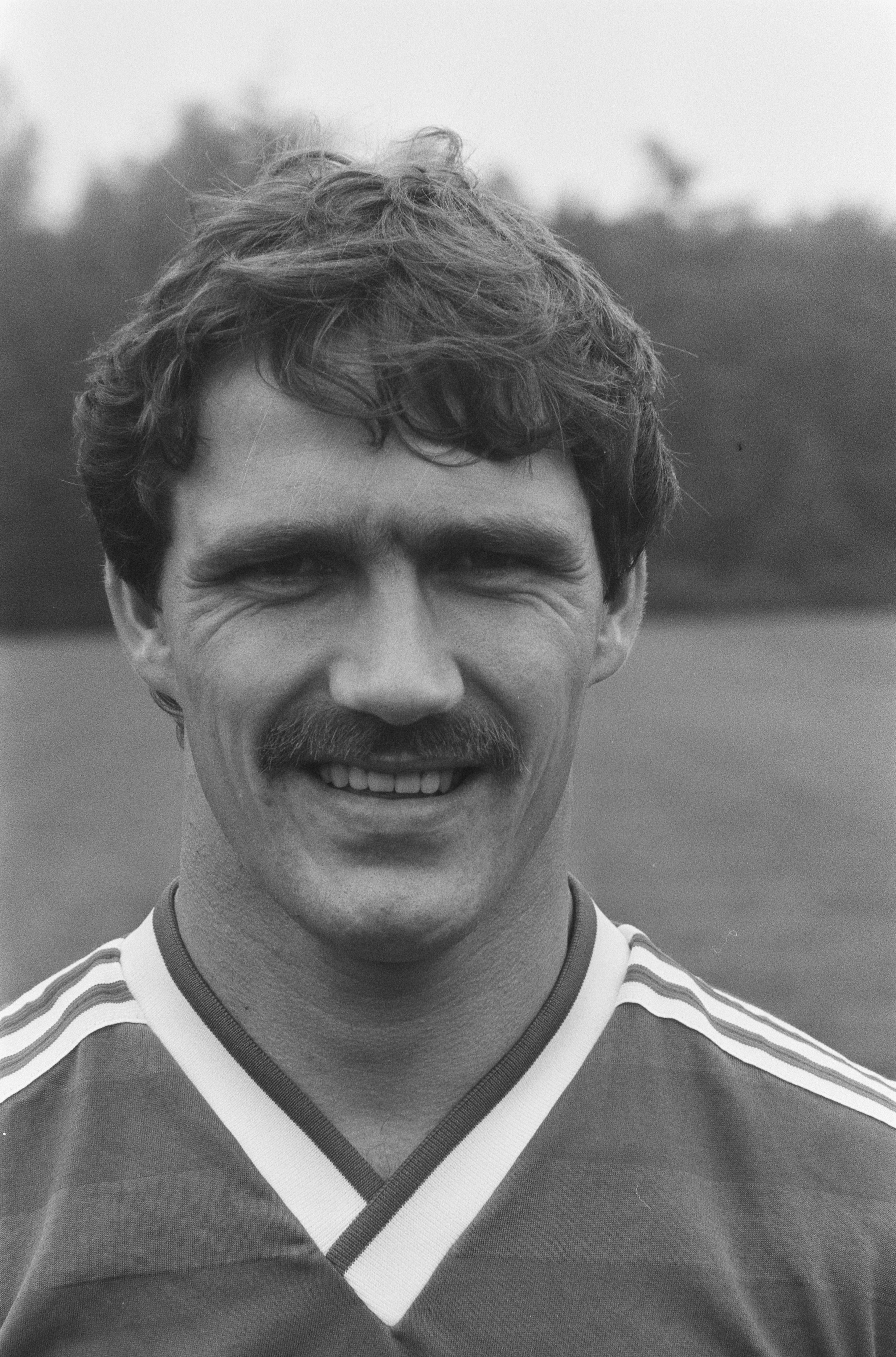
Berry van Aerle (* 1962)

- Aerm Ariaentje, niederländische Frau, die ein hohes Alter erreichte
- Aerne, Heinrich (1926–2013), Schweizer Art-brut-Künstler
- Aerne, Sabrina (* 1998), Schweizer Unihockeyspielerin
- Aerni, Agathon (1929–2006), Schweizer Bankier und Diplomat
- Aerni, Franz Theodor (1853–1918), Schweizer Maler
- Aerni, Fritz (* 1945), Schweizer Physiognomiker
- Aerni, Klaus (1932–2014), Schweizer Geograph
- Aerni, Luca (* 1993), Schweizer Skirennfahrer
- Aernouts, Bart (* 1982), belgischer Cyclocrossfahrer
- Aernouts, Bart (* 1984), belgischer Duathlet und Triathlet
- Aernouts, Jim (* 1989), belgischer Cyclocrossfahrer
- Aernoutsz, Jurriaen, niederländischer Schiffskapitän, kurzzeitiger Eroberer von Akadien
- Aero Chord (* 1991), griechischer Musikproduzent und DJ
- Aero Star (* 1984), mexikanischer Luchador
- Aeropos, makedonischer Feldherr
- Aeropos I., Sohn des Philipp I., dem König von Makedonien
- Aeropos II. († 393 v. Chr.), König von Makedonien
- Aeros, Cliff (1889–1952), deutscher ZirkusartistCliff Aeros (1889–1952)

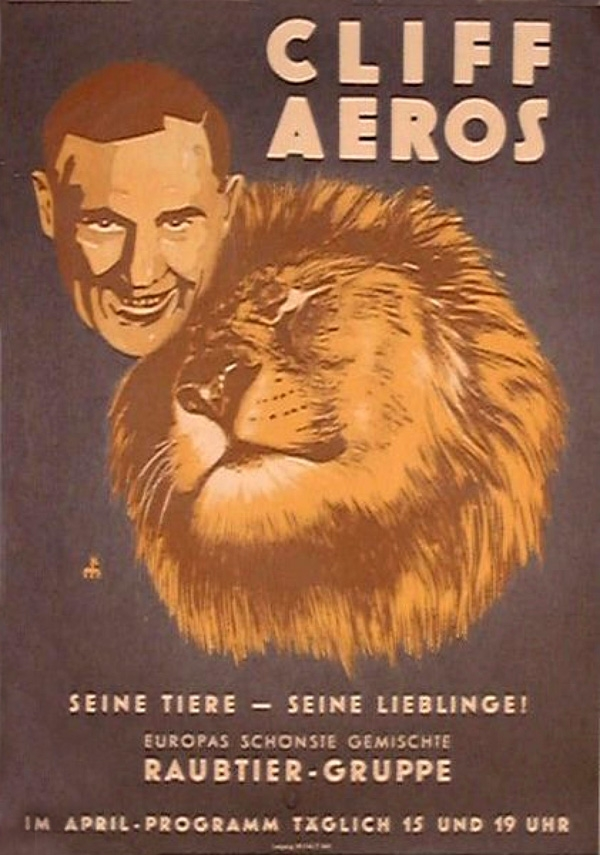
Cliff Aeros (1889–1952)

- Aérosol, Jef (* 1957), französischer Künstler
- Aerssen van Sommelsdijk, Anna van (* 1640), niederländische Labadistin
- Aerssen van Sommelsdijk, François Cornelis van (1725–1793), niederländischer Militär und Anteilhaber an der Sozietät von Suriname
- Aerssen van Sommelsdijk, François van (1630–1658), niederländischer Edelmann und Reisender
- Aerssen van Sommelsdijk, François van (1669–1740), niederländischer Offizier und Kolonialbeamter
- Aerssen van Sommelsdijk, Lucia van (* 1649), niederländische Labadistin
- Aerssen van Sommelsdijk, Maria van (* 1645), niederländische Labadistin
- Aerssen, Benno van (* 1964), deutscher Autor, Unternehmer und Unternehmensberater
- Aerssen, Cornelis van (1545–1627), niederländischer Staatsmann und Diplomat
- Aerssen, Cornelis van (1600–1662), niederländischer Militär und Anhänger der Oranier
- Aerssen, Cornelis van (1637–1688), niederländischer Oberst und Gouverneur von Suriname
- Aerssen, François van (1572–1641), niederländischer Diplomat
- Aerssen, Jochen van (1941–1992), deutscher Politiker (CDU), MdL, MdB, MdEP
- Aerssen, Josina van (1733–1797), niederländische Komponistin
- Aert van Tricht, niederländischer Metallgießer
- Aert, Bernard van (* 1997), indonesischer Radrennfahrer
- Aert, Wout van (* 1994), belgischer RadrennfahrerWout van Aert (* 1994)

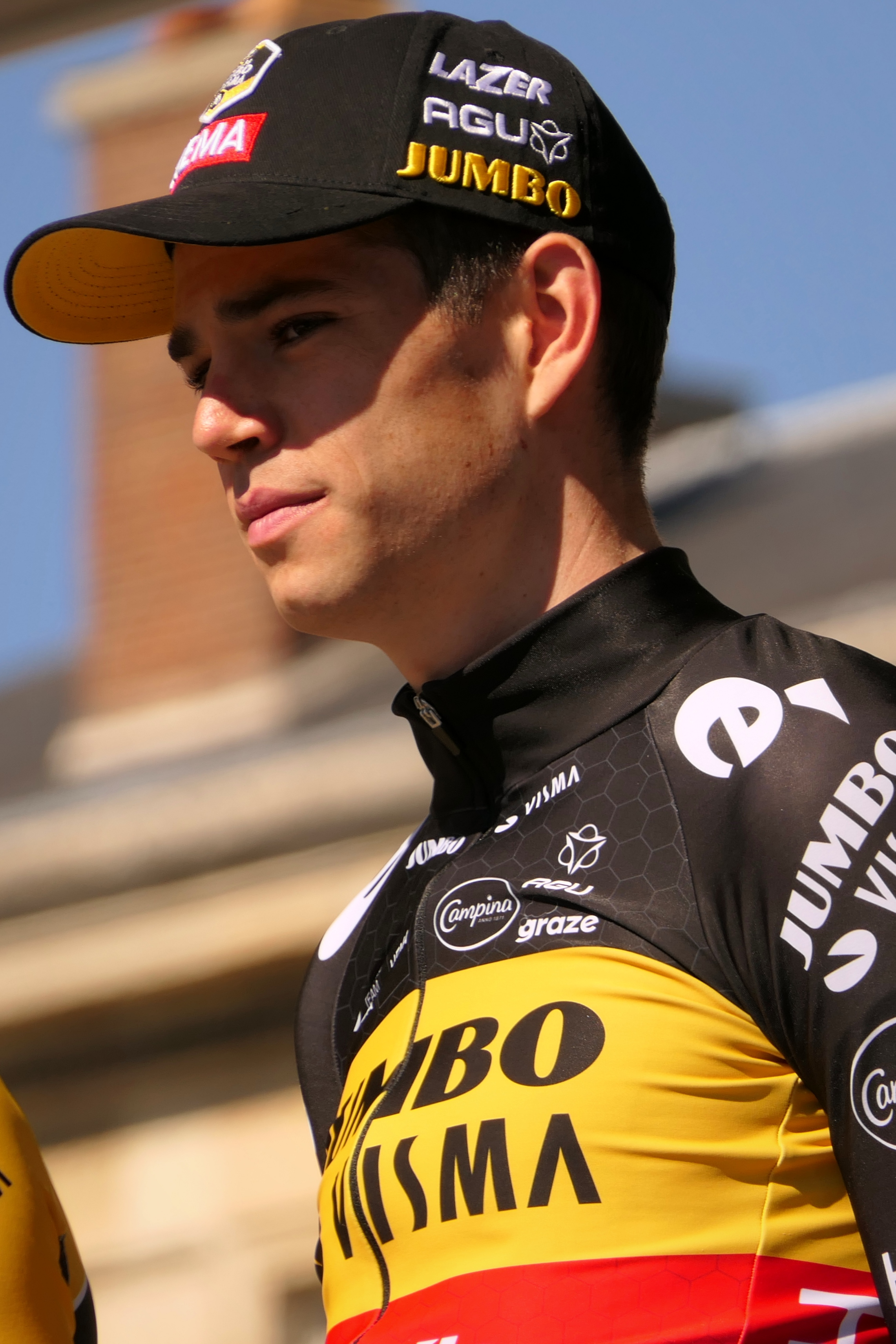
Wout van Aert (* 1994)

- Aerts, Conny (* 1966), belgische Astronomin
- Aerts, Egide (1822–1853), belgischer Flötist, Komponist und Musikpädagoge
- Aerts, Emile (1892–1953), belgischer Bahnradsportler
- Aerts, Felix (1827–1888), belgischer Violinist und Komponist
- Aerts, Hans (* 1977), belgischer Musiktheoretiker und Hochschullehrer
- Aerts, Hendrick († 1603), flämischer Maler und Zeichner
- Aerts, Jean (1907–1992), belgischer Radrennfahrer
- Aerts, Kathleen (* 1978), belgische Singer-Songwriterin
- Aerts, Katrien (* 1976), belgische Skisportlerin
- Aerts, Leon, belgischer Pianist und Komponist
- Aerts, Lodewijk (* 1959), belgischer Geistlicher und römisch-katholischer Bischof von Brügge
- Aerts, Maikel (* 1976), niederländischer Fußballtorhüter
- Aerts, Mario (* 1974), belgischer Radrennfahrer
- Aerts, Nelson (* 1963), brasilianischer Tennisspieler
- Aerts, Peter (* 1970), niederländischer KampfsportlerPeter Aerts (* 1970)

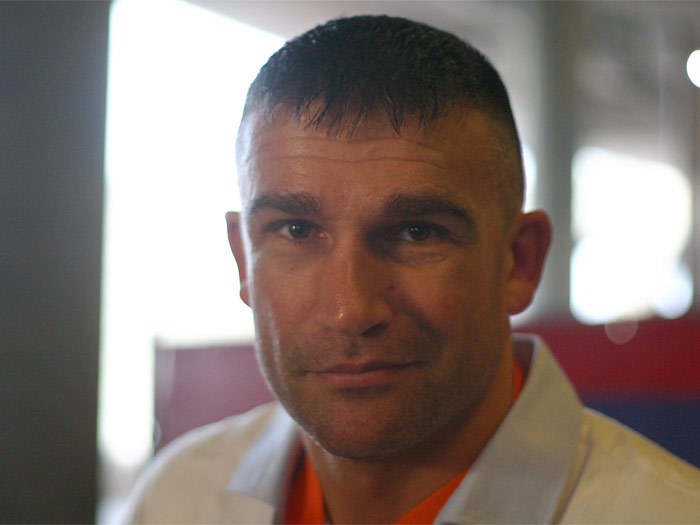
Peter Aerts (* 1970)

- Aerts, Philippe (* 1964), belgischer Jazz-Bassist
- Aerts, Theodor (1931–2014), belgischer Bibel- und Religionswissenschaftler und Kulturanthropologe
- Aerts, Toon (* 1993), belgischer Radrennfahrer
- Aerts, Willem J. (1926–2017), niederländischer Byzantinist und Neogräzist
- Aerts, Winand (1879–1960), französisch-sprachiger Autor, Maler und Illustrator
- Aertsen, Jan A. (1938–2016), niederländischer Philosoph und Hochschullehrer
- Aertsen, Pieter, niederländischer Maler
- Aertssen, Olivier (* 2004), niederländischer Fußballspieler
- Aerttinger, Karl August (1803–1876), deutscher Landschafts-, Schlachten- und Genremaler

### Aes
- Aesara, pythagoreische Philosophin und Autorin
- Aesch, Werner von (1927–2008), Schweizer Kabarettist und Mitgründer des Cabaret Rotstift
- Aeschard, Johann (1574–1643), deutscher evangelischer Theologe
- Aeschbach, Adolf (1888–1969), Schweizer Politiker (SP)
- Aeschbach, Alexander (* 1974), Schweizer Bahnradrennfahrer
- Aeschbach, Andreas (* 1970), Schweizer Radsportler
- Aeschbach, Hans (1911–1999), Schweizer Graphiker, Zeichner und Maler
- Aeschbach, Silvia (* 1960), Schweizer Journalistin und Autorin
- Aeschbach, Urs (* 1956), Schweizer Maler, Zeichner, Fotograf, Videokünstler und Kunstlehrer
- Aeschbacher, Adrian (1912–2002), Schweizer Pianist
- Aeschbacher, Carl (1886–1944), deutsch-schweizerischer Kantor und Chorleiter und Komponist
- Aeschbacher, Hans (1906–1980), Schweizer Maler und Bildhauer
- Aeschbacher, Kurt (* 1948), Schweizer FernsehmoderatorKurt Aeschbacher (* 1948)

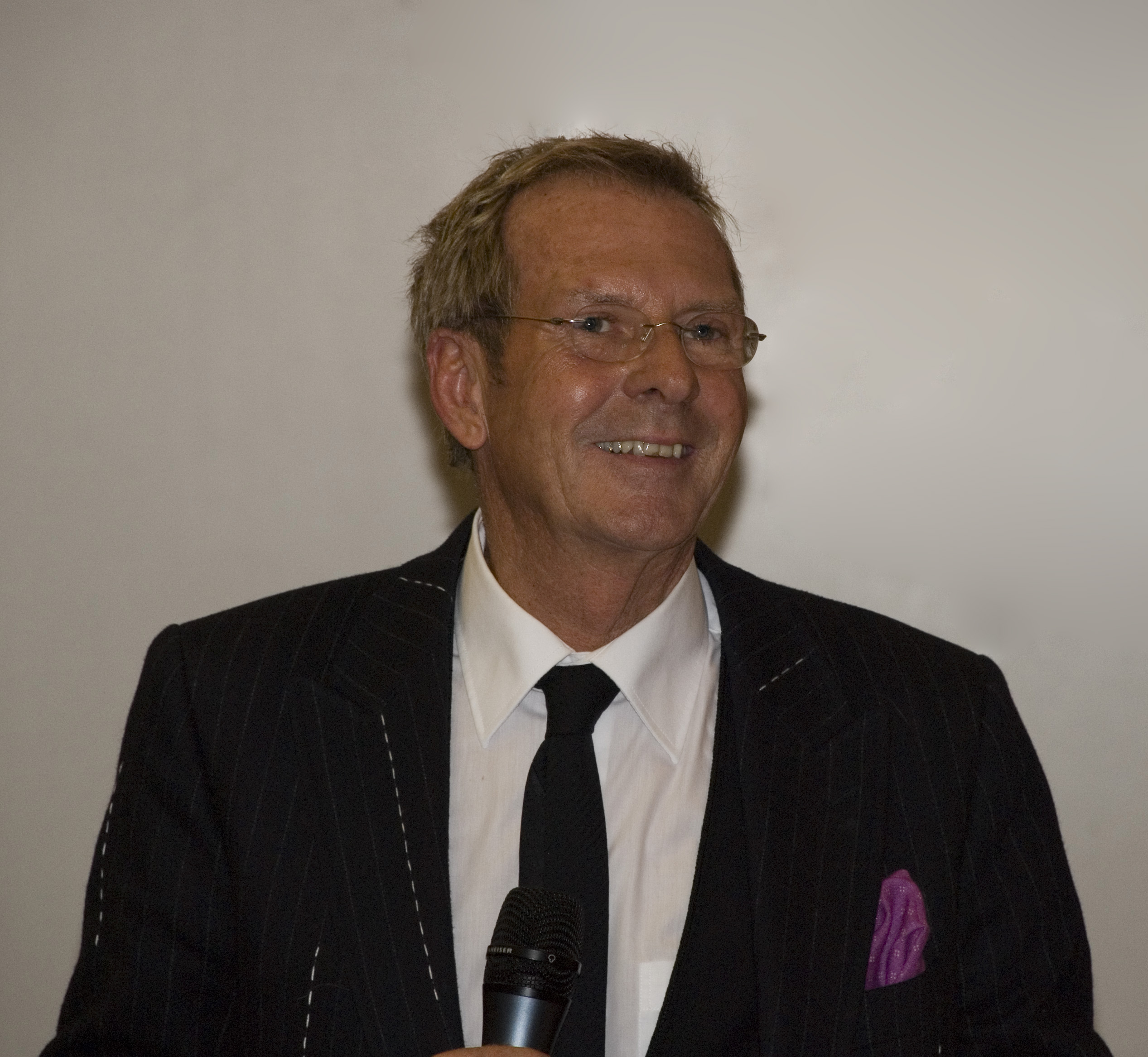
Kurt Aeschbacher (* 1948)

- Aeschbacher, Marita (* 1941), Schweizer Dressurreiterin
- Aeschbacher, Matthias (* 1945), Schweizer Dirigent
- Aeschbacher, Matthias (* 1992), Schweizer Schwinger
- Aeschbacher, Nathalie (* 1986), Schweizer Politikerin (GLP)
- Aeschbacher, Niklaus (1917–1995), schweizerischer Dirigent, Pianist und Komponist
- Aeschbacher, Ruedi (* 1941), Schweizer Politiker (EVP)
- Aeschbacher, Ursi Anna (* 1951), Schweizer Autorin und Verlegerin
- Aeschbacher, Walther (1901–1969), Schweizer Dirigent und Komponist
- Aeschi, Thomas (* 1979), Schweizer Politiker (SVP)
- Aeschimann, Noah (* 1998), Schweizer Unihockeyspieler
- Aeschimann, Tim (* 1999), Schweizer Unihockeyspieler
- Aeschlimann, Arthur (1842–1908), Schweizer Hafner, Ofenbauer und Röhrenfabrikant
- Aeschlimann, Arthur (* 1946), Schweizer Jurist, Bundesrichter
- Aeschlimann, Christoph (* 1977), Schweizer Manager
- Aeschlimann, Emanuel (1751–1832), Schweizer Hafner
- Aeschlimann, Georges (1920–2010), Schweizer Radrennfahrer
- Aeschlimann, Heinrich (1806–1866), Schweizer Hafner
- Aeschlimann, Jacques (1908–1975), Schweizer Journalist, Schriftsteller und Politiker
- Aeschlimann, Jean-Jacques (* 1967), Schweizer Eishockeyspieler
- Aeschlimann, Jean-Pierre (* 1935), Schweizer Autorennfahrer
- Aeschlimann, Joachim (* 1987), Schweizer Schauspieler
- Aeschlimann, Johann Heinrich († 1828), Schweizer Hafner
- Aeschlimann, Karl Eduard († 1893), Schweizer Architekt
- Aeschlimann, Marc (* 1995), Schweizer Eishockeyspieler
- Aeschlimann, Martin (* 1957), Schweizer Physiker
- Aeschlimann, Max (1904–1971), Schweizer Erfinder
- Aeschlimann, Richard (* 1944), Schweizer Maler, Grafiker, Zeichner, Galerist und Designer
- Aeschlimann, Roger (1923–2008), Schweizer Radrennfahrer
- Aeschlimann, Rudolf (1884–1961), schweizerisch-deutscher Reformpädagoge
- Aeschlimann, Sandro (* 1994), Schweizer Eishockeytorwart
- Aeschlimann, Yannik (* 1993), Schweizer Unihockeyspieler
- Aeschlimann-Rochat, Andrée (1900–1990), Schweizer Komponistin und Pianistin
- Aescht, Georg (* 1953), siebenbürgischer Literaturkritiker, Publizist und Übersetzer rumänischer Literatur ins Deutsche
- Æscwine, König von Essex
- Æscwine († 676), König von Wessex
- Aesop Rock (* 1976), US-amerikanischer Hip-Hop-MusikerAesop Rock (* 1976)

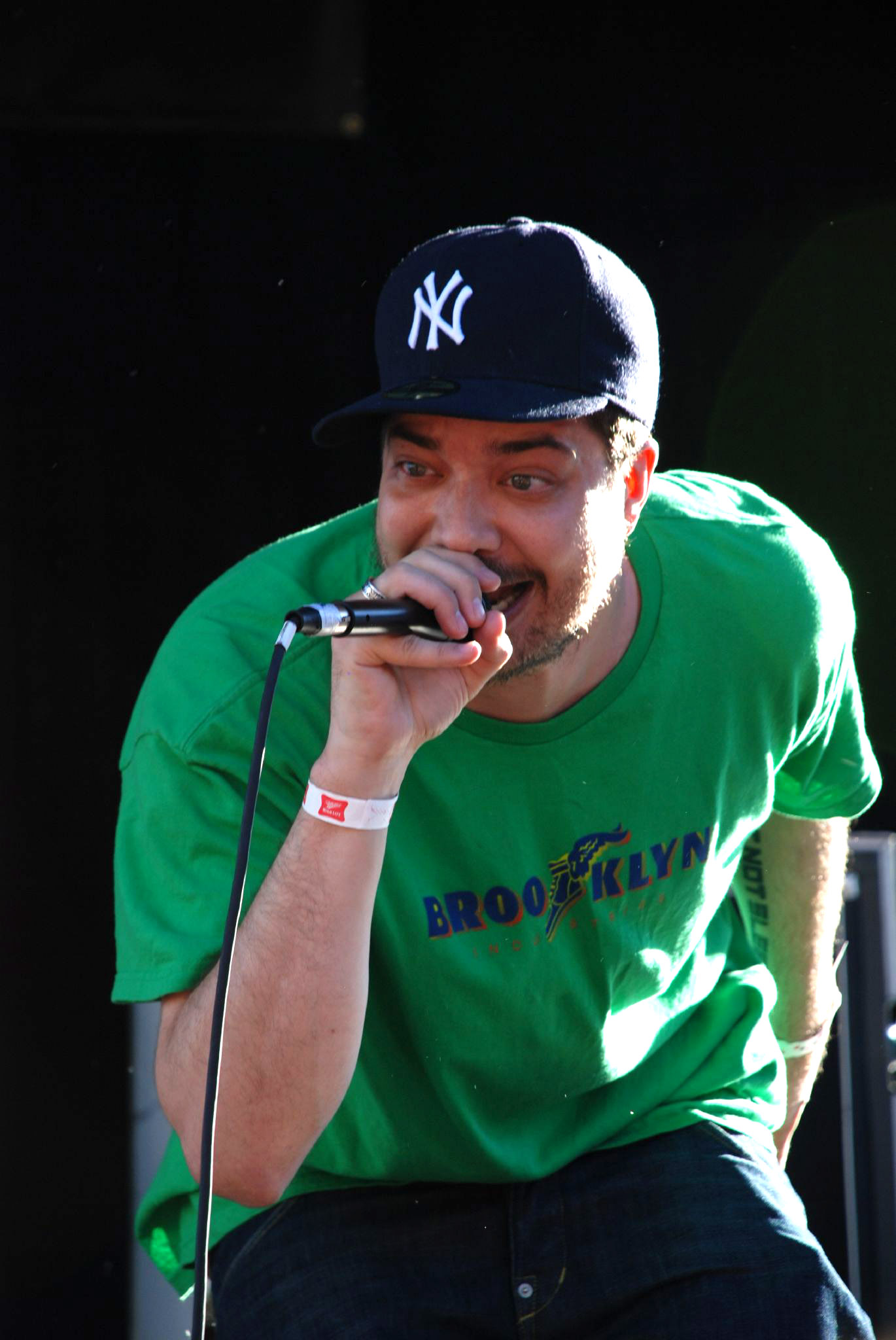
Aesop Rock (* 1976)

- Aesopus, Clodius, römischer Tragödienschauspieler
- Aesslinger, Hans († 1567), Bildhauer und Medailleur
- Aesticampianus, Johannes (1457–1520), sorbischer Gelehrter, Theologe und Humanist

### Aet
- Æthelbald († 757), König von Mercia
- Æthelbald, Bischof von Sherborne
- Æthelbald († 860), König von Wessex
- Æthelberht, König des angelsächsischen Königreiches Kent
- Æthelberht, König von Hwicce
- Æthelberht, König in Sussex
- Æthelberht († 865), König von Wessex
- Æthelberht I., König von East Anglia
- Æthelberht II. († 762), Ober-König von Kent
- Æthelberht II. († 794), König von East Anglia
- Æthelburg († 740), Königin des Königreichs Wessex
- Æthelburg (605–647), Königin der Königreiche Deira und Northumbria
- Æthelflæd, Königsgemahlin Edmunds I. von England
- Æthelflæd († 918), Herrscherin von Mercia (911–918)Æthelflæd († 918)

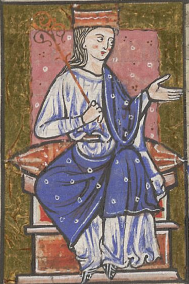
Æthelflæd († 918)

- Æthelfrith († 616), König von Northumbria
- Æthelfrith, Bischof von Elmham
- Æthelgar († 953), Bischof von Crediton
- Æthelheah, Bischof von Sherborne
- Æthelheard, König von Hwicce
- Æthelheard, König von Wessex
- Æthelhere († 655), König des angelsächsischen Königreichs East Anglia
- Æthelhun, Bischof von Worcester
- Æthelmær, Bischof von Elmham und Dunwich
- Æthelmod, Bischof von Sherborne
- Æthelmund († 802), Ealdorman der Hwicce
- Æthelred († 911), Herrscher von Mercien (883–911)
- Æthelred († 716), König von Mercia
- Æthelred († 871), König von Wessex
- Æthelred († 1016), König von EnglandÆthelred († 1016)

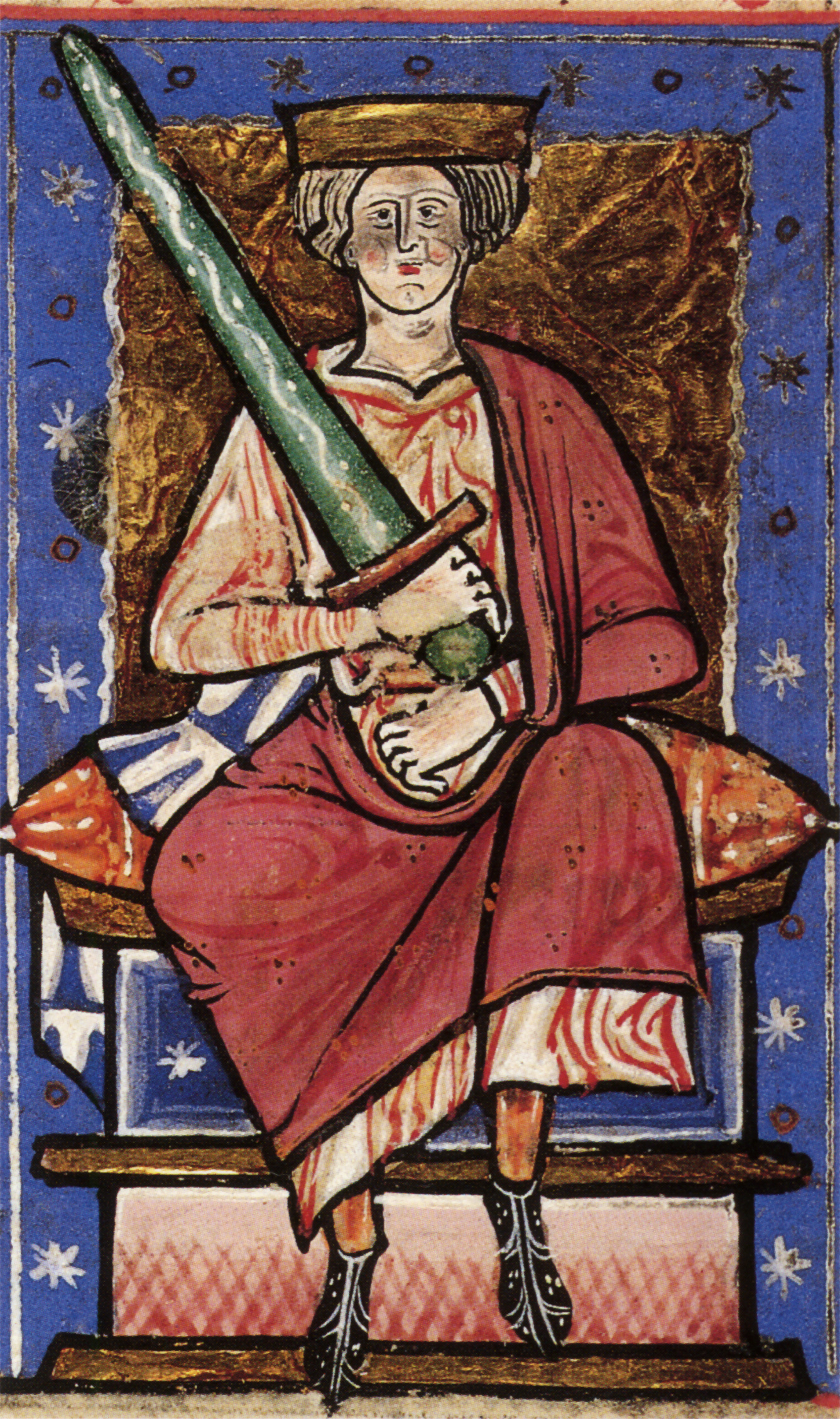
Æthelred († 1016)

- Æthelred I., König von East Anglia
- Æthelred I. († 796), König von Northumbria (774–778/779, 790–796)
- Æthelred II., König von East Anglia
- Æthelred II., König von Northumbria
- Æthelred, Earl of Fife, schottischer Adliger
- Æthelric, König von Hwicce
- Æthelric († 572), König von Bernicia
- Æthelric, König von Deira
- Æthelric, Bischof von Sherborne
- Æthelsige I., Bischof von Sherborne
- Æthelsige II., Bischof von Sherborne
- Æthelstan, König von East Anglia
- Æthelstan, Unterkönig in Sussex
- Æthelstan, Bischof von Ramsbury
- Æthelstan († 939), König von EnglandÆthelstan († 939)

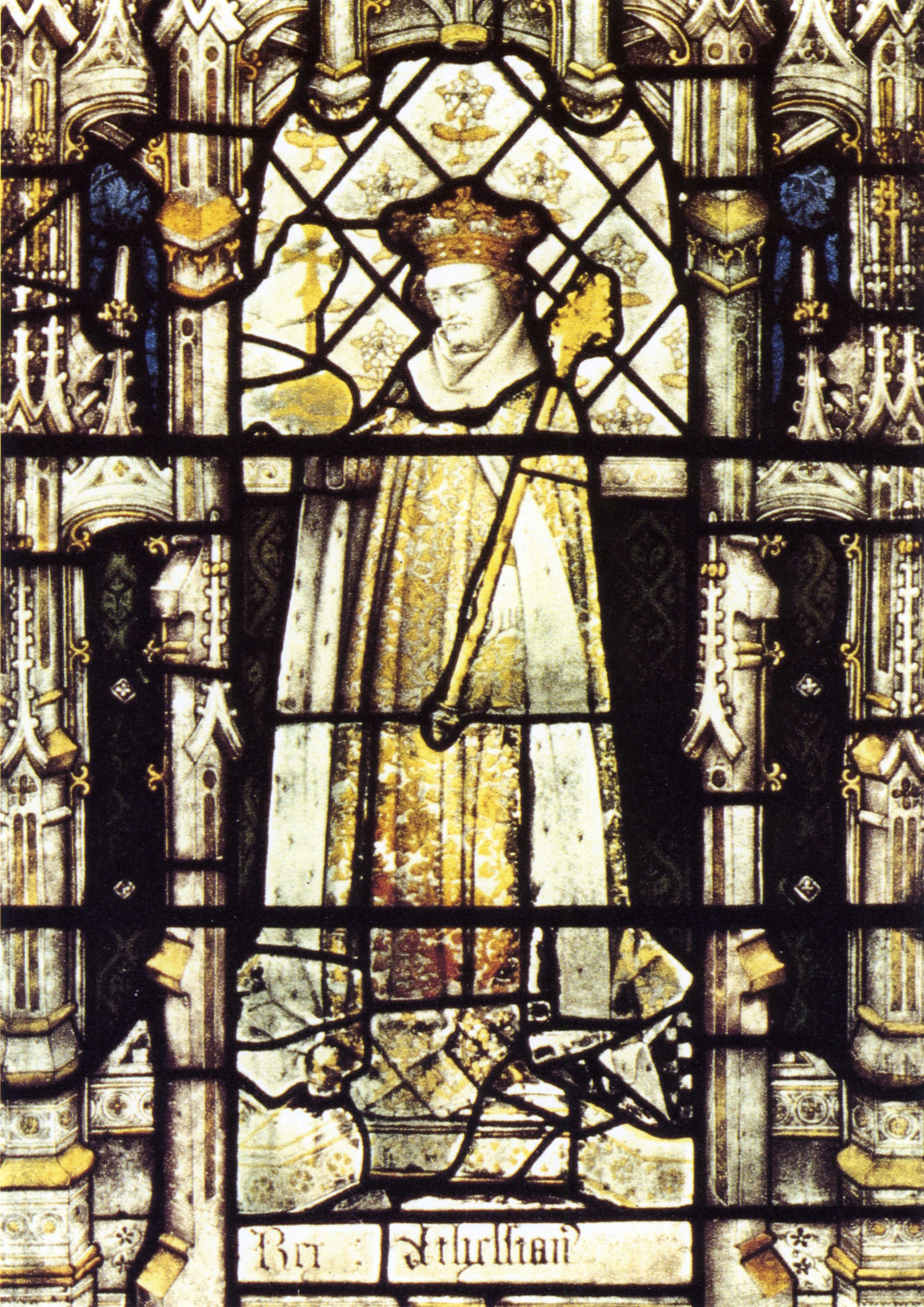
Æthelstan († 939)

- Æthelswith († 888), Königin von Mercia
- Æthelthryth († 679), angelsächsische Heilige, Königin von Northumbria
- Æthelwald († 664), König von East Anglia
- Æthelwald, König des angelsächsischen Königreichs Deira
- Æthelwald Moll, König von Northumbria
- Æthelwald von Lindisfarne († 740), northumbrischer Mönch und Bischof von Lindisfarne
- Æthelwalh, König von Sussex
- Æthelweard, König von Hwicce
- Æthelweard, König von East Anglia
- Æthelweard, Bischof von Sherborne
- Æthelweard (904–924), König von England
- Æthelweard, angelsächsischer Historiker
- Æthelwine, Bischof von Lindsey
- Æthelwine von Wells († 1027), Bischof von Wells
- Æthelwold, Thronanwärter von Wessex, mutmaßlich König von Northumbria
- Æthelwold von Winchester († 984), angelsächsischer Heiliger und Bischof von Winchester
- Æthelwulf, Bischof von Elmham
- Æthelwulf, Bischof von Selsey
- Æthelwulf († 858), König der WestsachsenÆthelwulf († 858)

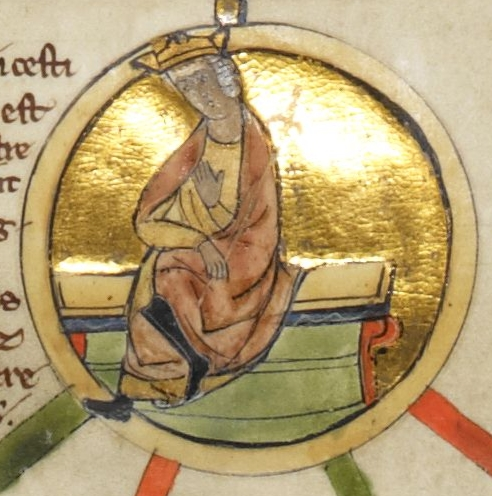
Æthelwulf († 858)

- Æthelwynn, angelsächsische Adelige, Textilkünstlerin
- Aethiop, Christian Leopold Casimir (* 1659), Modell für Künstler
- Aëtion, griechischer Maler
- Aëtios, griechischer Doxograph
- Aëtios, byzantinischer Eunuch und einer der meist geschätzten Berater der byzantinischen Kaiserin Irene von Athen
- Aëtios von Amida (502–575), Mediziner der Spätantike
- Aëtios von Antiochia († 367), christlicher Theologe
- Aëtius, Flavius († 454), weströmischer Heermeister und Politiker
- Aʻetonu, Silulu (* 1984), US-amerikanisch-samoanische Judoka
- Aetos I., Stratege von Kilikien, Priester des Alexander und der Ptolemäer
- Aetos III., Stratege von Kilikien, Priester des Alexander und der Ptolemäer
- Aetrius Naso, Gaius, römischer Offizier (Kaiserzeit)
- Aettner, Käthe (1915–2006), deutsche Schulleiterin

### Aev
- Ævar Örn Jósepsson (* 1963), isländischer Kriminalschriftsteller, Journalist und Übersetzer
- Aevermann, Friedrich (1887–1962), deutscher Pädagoge und Politiker (SPD)